# NGC 3154
NGC 3154 je galaksija u zviježđu Lavu.

## Vanjske poveznice
- SEDS: NGC 3154